# 신이슬 (농구 선수)
신이슬(2000년 9월 30일 ~ )은 대한민국의 농구 선수이다. 한국여자프로농구(WKBL) 인천 신한은행 에스버드 소속으로 포지션은 가드이다.

## 경력

### 삼성생명 시절
2019년 1월에 열린 2018-2019 WKBL 신입선수 선발회에서 1라운드 전체 3순위로 용인 삼성생명 블루밍스에 지명되었다.

### 인천 신한은행 에스버드
2023-2024 시즌 종료 후 FA를 얻어 인천 신한은행 에스버드로 유니폼을 갈아입게 되었다.